# Kvinnor i det klassiska Aten

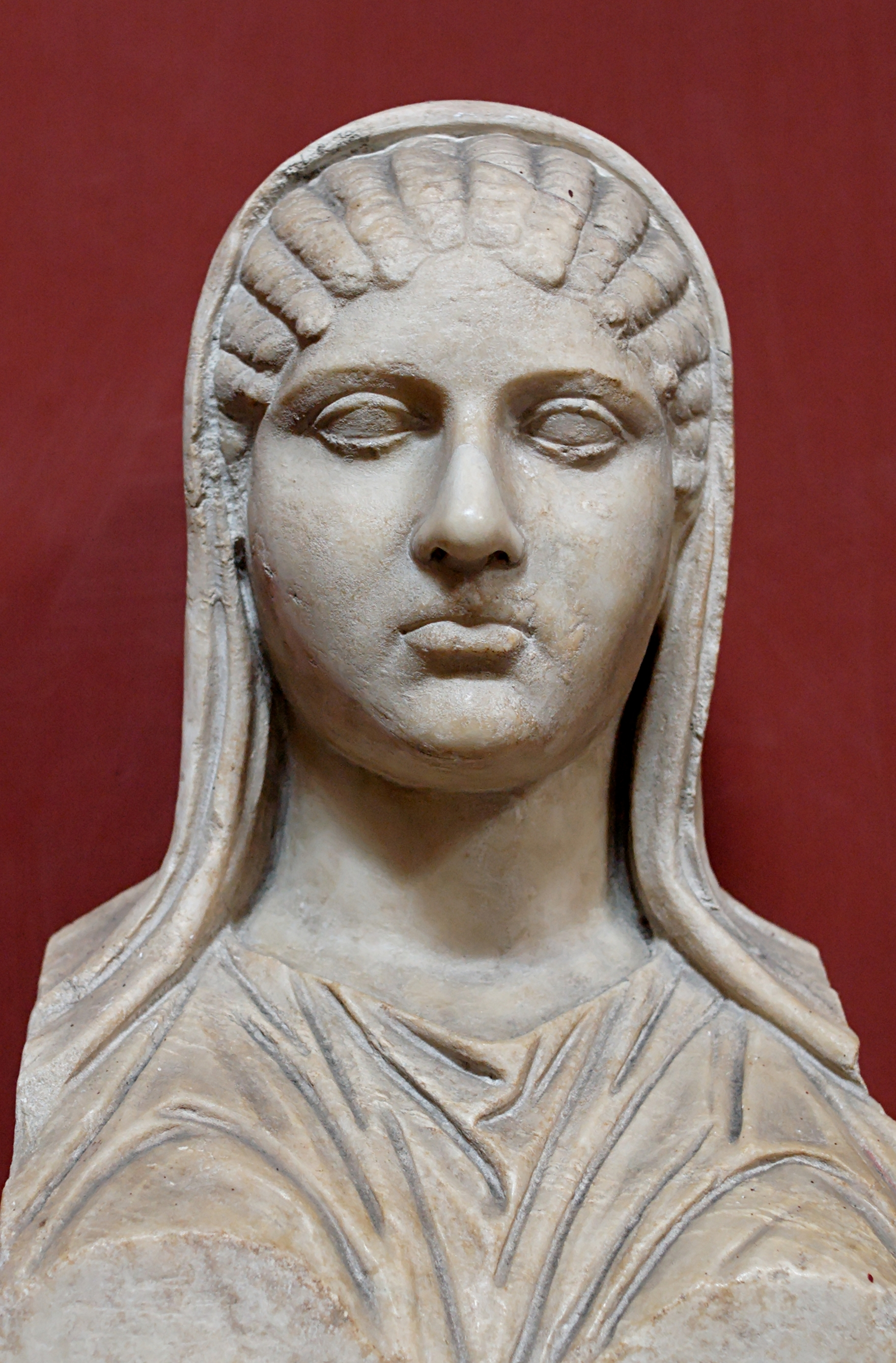
Aspasia, det antika Atens mest berömda kvinna.

Kvinnor i det klassiska Aten har varit föremål för omfattande studier.  Kunskapen om kvinnors situation i det klassiska Grekland (från cirka 500 till 300 f.Kr.) grundar sig på information från Aten och Sparta, eftersom information från övriga Grekland under denna epok nästan helt saknas.  Traditionellt sett har kvinnors rättigheter i resten av Grekland ansetts likna Aten, eftersom Sparta redan under sin samtid beskrevs som ett undantag från regeln. Bilden av kvinnors situation i det klassiska Grekland överlag grundar sig därför starkt på kunskapen om deras situation i Aten, där riklig information finns bevarad, och det har därför tillägnats mycket forskning.  

## Historia
Kvinnors rättigheter i den klassiska demokratin Aten reglerades genom Solons lagar från 594 f.Kr.  Det finns anledning att anta att kvinnor under den aristokratiska epoken före demokratin levde friare liv än vad som senare blev fallet. Att döma av vilka seder som förbjöds av Solon, tycks kvinnor i Aten under 600-talet f.Kr. inte alls ha varit segregerade utan ha deltagit i aristokratins offentliga representativa sällskapsliv såsom begravningsprocessioner, där elitens status demonstrerades inför offentligheten. Solon begränsade uttryckligen kvinnors deltagande i begravningsprocessioner, vilket var början på uteslutningen av kvinnor från att umgås med män utanför familjen.
Demokratin gjorde åtminstone officiellt alla manliga medborgare oavsett samhällsklass jämlika, något som skapade ett behov av att markera skillnad i rättigheter mellan kön snarare än mellan klasser, och för aristokratins män att markera klasskillnad genom att isolera kvinnliga familjemedlemmar (vilket var mindre möjligt för män ur andra samhällsklasser).

### Barndom och utbildning
När ett barn föddes presenterades det för familjefadern som officiellt mottog det i familjen, och först därefter uppfattades det som en familjemedlem. Om fadern inte välkomnade det i familjen kunde det sättas ut att dö (ibland blev det då upplockat av en slavhandlare), och detta var vanligare för döttrar än söner. Döttrar fick ofta sämre mat än sina bröder.
En kvinnlig medborgare i Aten fick normalt inte utbildning i något annat än hushållskunskaper och barnuppfostran. Detta gällde oavsett vilken samhällsklass hon tillhörde. Inte heller aristokratins döttrar fick någon vidare bildning än så, då de inte förväntades göra annat än att sköta ett hushåll och uppfostra barn, och eftersom de inte heller väntades delta i sällskapslivet, behövde de heller inte mer kunskaper ens av representativa eller sociala skäl. 
En dotter förväntades inte delta i sällskapslivet eller umgås med män utanför familjen, och kunde enligt lagen säljas som slav om hon förlorade oskulden.

### Rättslig ställning
Det råder oklarhet om huruvida atenska kvinnor ansågs ha någon form av medborgarskap i laglig mening och hur detta i så fall skilde sig från mäns.  En atensk kvinnas rättigheter skilde sig i alla händelser från de som tillföll en kvinnlig metoiker (utlänning), en hetär eller slavinna (som i båda fallen ofta också var utlänningar).  
En atensk kvinna stod lagligt sett hela sitt liv under förmynderskap under sin närmaste manliga släkting eller sin make, som var hennes förmyndare eller kyrios.  Hon framträdde inte själv i domstolen, och eventuella juridiska angelägenheter eller stämningar sköttes av hennes förmyndare.  
Hon hade rätt att ärva och äga egendom, och kvinnor ur aristokratin kunde äga förmögenheter i form av sin hemgift.  Hon hade dock inte rätt att själv sköta sin egendom och inte heller pengar som översteg ett visst belopp. I stället sköttes även hennes egendom och pengar av hennes förmyndare. 
Det är viktigt att påpeka att förmyndarskapslagarna inte gällde alla kvinnor bosatta i Aten. Två kategorier kvinnor, hetärer och utlänningar (metoiker) kunde vara sin egen förmyndare, kyria, och hade då rätten att framträda inför domstol och sköta egendom och affärsrörelser själva.  Hetärerna var oftast även de utlänningar i Aten.

### Äktenskap och sexualliv
En atensk kvinnas äktenskap arrangerades normalt då hon var fjorton med en man som var trettio.  Könssegregationen gjorde det svårt för henne att välja en make och hennes äktenskap arrangerades av hennes förmyndare (hennes närmaste manliga släkting), som gifte bort henne med en man hon sällan haft tillfälle att träffa före bröllopet.  Hon fick som brud med sig en hemgift som i vissa fall kunde uppgå till en förmögenhet, men den kontrollerades aldrig av henne utan överlämnades från hennes förmyndare till hennes make och, ifall maken skilde sig från henne, tillbaka till hennes förmyndare utan att någonsin ha kontrollerats av henne. 
En make kunde ha samlag utanför äktenskapet med såväl hetärer som slavinnor, dock förväntades en gift man inte ha en permanent älskarinna eller skaffa utomäktenskapliga barn medan han var gift.  En hustru förväntades däremot vara totalt trogen. Om en kvinna hade begått äktenskapsbrott var hennes make enligt lag tvungen att skilja sig från henne, även om han själv inte önskade det.  Vid äktenskapsbrott var det älskaren som lagligt sett var ensamt ansvarig och straffbar för äktenskapsbrottet, eftersom hustrun legalt sett uppfattades som en ägodel som en främmande man hade utnyttjat och stulit från en annan man mot dennes vilja.  Det uppfattades som betydligt värre om en man hade fått en annan mans hustru att bli förälskad i sig, än om han hade våldtagit henne, eftersom han i det första fallet ansågs ha stulit inte bara hennes kropp, utan även hennes psyke från hennes make, och hans stöldbrott därmed utvidgades. 
En man kunde bara ha en enda laglig hustru. Däremot kunde han ha en konkubin eller en bihustru, kallad Pallake; en sådan kunde vara både slav eller en fri kvinna (då ofta en före detta hetär), men det ansågs opassande att ha en sådan medan han var gift. 
En man kunde skilja sig från sin hustru på eget initiativ.  En kvinna kunde även hon ansöka om skilsmässa på eget initiativ, men i praktiken var hon tvungen att ha stöd av en manlig släkting som gjorde ansökan åt henne, eftersom hon som omyndig inte själv kunde uppträda i rätten. Hennes far eller bror kunde också ansöka om skilsmässa åt henne mot hennes vilja, om han önskade arrangera ett nytt äktenskap åt henne. Efter en skilsmässa återvände kvinnan till sin födelsefamilj och hamnade åter under förmynderskap under närmaste manlig släkting, som arrangerade ett nytt äktenskap åt henne. Om skilsmässan hade ägt rum på grund av hennes otrohet, förlorade hon dock sin hemgift och kunde sällan gifta om sig.
Abort och preventivmedel användes fritt i Aten, och barnmorskor förväntades ha kunskap om hur en graviditet skulle avbrytas och ett missfall framkallas likväl som hur den skulle fås att fortlöpa säkert.  En äkta make förväntades ha regelbundet samlag med sin hustru fram till att han hade fått ett erforderligt antal arvingar, men normen var att sedan avsluta samlivet och flytta till ett eget sovrum.  Den sexuella frustration som detta kunde leda till för en kvinna var erkänd av samtida litteratur, som rekommenderade kvinnor att använda sexleksaker och ägna sig åt onani.  Medan manlig homosexualitet var öppen och populär, nämns kvinnlig homosexualitet sällan: även om en hustru teoretiskt sett fritt kunde träffa andra kvinnor, besökte hon som regel endast kvinnliga släktingar.   Synen på sexualiteten tycks ha förändrat sig något under hellenismens tidsepok som följde på den klassiska epoken, när sexhandböcker (ofta skrivna av hetärer) och vikten av kvinnlig njutning började ges mer uppmärksamhet.

### Könssegregering och samhällsliv
Det klassiska Atens officiella ideal var att en medborgares hustru och dotter skulle leva i könssegregation, dolda från offentligheten och avskilda från alla män utanför familjen. För en respektabel kvinna var det en skam att bli omtalad offentligt, och Thucydides skrev att en kvinnas största heder var att bli så lite omnämnd av män som möjligt, oavsett om det handlade om beröm eller klander. Det enda undantagen var den religiösa sfären, och i begravningssammanhang. Efter döden blev kvinnor offentliggjorda i gravmonument där deras namn och dygder beskrevs, för att demonstrera de aristokratiska familjernas genealogiska släktskap med varandra. 
En medborgares dotter och hustru förväntades i största möjliga mån hålla sig utom synhåll i hemmets kvinnoavdelning (gynaceion), och ägna sig åt hushållssysslor och barnuppfostran. En dotter visade sig inte utanför denna avdelning förrän hon lämnade sin fars hus inför sitt giftermål. En hustru deltog aldrig i umgänget när maken tog emot gäster utan höll sig kvar i gynaceion, och närvarade aldrig vid fester eller banketter förutom vid rena familjebjudningar, när samtliga närvarande män var hennes släktingar. En hustru tog sällan emot besök eftersom ingen man utom släktingar släpptes in i gynaceion, och andra kvinnliga släktingar, liksom hon, sällan lämnade hemmet. När hon besökte släktingar färdades hon beslöjad utomhus för att inte ses av män utanför familjen.  Inköp utanför hemmet sköttes inte av henne utan av slavar och tjänare. Könssegregationen var en av förutsättningarna för hetärernas plats i det aristokratiska sällskapslivet. 
Redan samtiden påpekade dock att det i praktiken bara var de förmögna samhällsklasserna som kunde följa det officiella kvinnoidealet. Arbetarkvinnor hade inga slavar som kunde handla eller hämta vatten åt dem, ingen kvinnoavdelning i hemmet där de kunde dölja sig för makens gäster, och måste ibland även arbeta själva.
Det finns också exempel som visar att inte heller alla överklasskvinnor följde idealet att leva åtskilda från män. Ett exempel var Elpinike, som tillhörde en av Atens mäktigaste familjer och som uppenbarligen umgicks med män, då hon engagerade sig offentligt i politiken och hade älskare. Hipparchia från Maroneia väckte uppseende genom att leva i ett jämlikt kärleksäktenskap med sin make och med hans stöd delta vid hans sida i hans liv som filosof i offentligheten. Sokrates hustru Xantippa blev också vida känd och omtalad för att vägra leva som en undergiven och eftergiven hustru, även om det i hennes fall skaffade henne negativ publicitet. 
Dessa sedvänjor gällde heller inte utländska kvinnor (metoiker) bosatta i Aten. Metoikern Aspasia umgicks fritt med aristokratiska män, som också gruppvis tog med sig sina hustrur till henne för att de skulle lära sig konversera, vilket bröt idealet om könssegregering.

### Religion

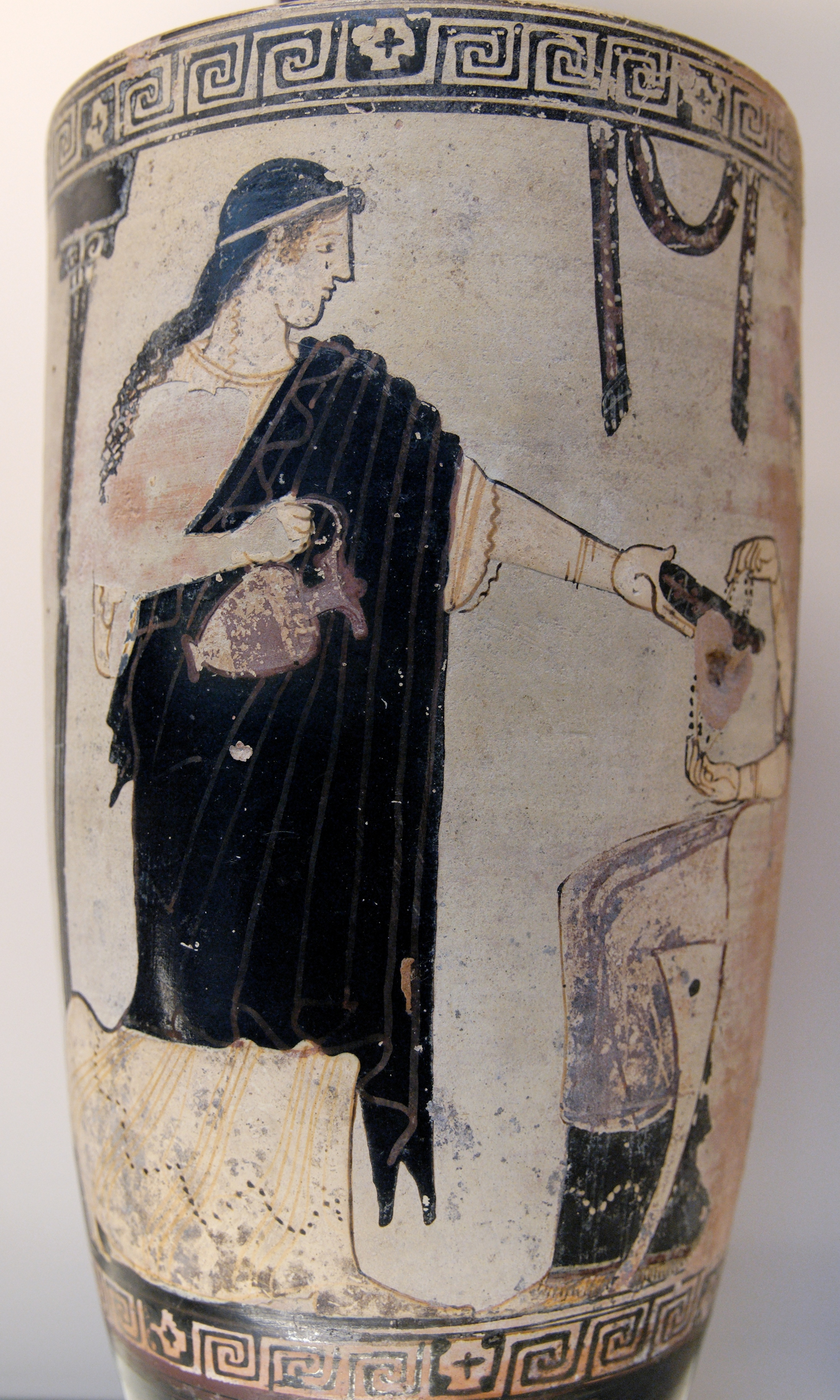
En kvinna som utför en libation vid ett altare.

Det enda tillfälle när det var socialt accepterat för en kvinna att öppet delta i det offentliga livet och fritt umgås med män, var den religiösa sfären. Detta gällde även överklassens kvinnor, som normalt var de mest isolerade av alla kvinnor i Aten. Även aristokratiska kvinnor deltog i religiösa festivaler, processioner och offentliga ritualer. Detta var de enda tillfällen när de kunde ses offentligt utan att det sågs som en skam för dem, och de kunde då också fritt umgås med män utan att det betraktades som skandalöst. Bakgrunden var möjligen att dessa religiösa ritualer utformades på tiden före Solons lagar, när kvinnor ännu inte hade isolerats från samhället, och att de ansågs för heliga för att förändras. 
Kvinnor kunde spela viktiga roller inom kult och religion, och deltog fritt i nästan samtliga religiösa ceremonier: utöver de könsblandade festivalerna fanns det dock en minoritet högtider som var reserverade enbart för kvinnor, liksom vissa var reserverade för män. De kunde uppbära religiösa ämbeten och officiera vid viktiga ceremonier som prästinnor. Dessa ämbeten bars ofta av kvinnor ur aristokratiska familjer.  Detta ansågs som en stor ära, och det var det enda tillfälle när det ansågs vara en ära snarare än en skam för en kvinna att få sitt namn offentligen nämnt, registretat och känt i offentligheten. 
Kvinnor spelade en viktig roll i Atens viktigaste religiösa högtid, Panathenaea, som hölls var fjärde år till ära för stadens skyddsgudinna Athena. Athena Polias översteprästinna kunde använda sitt inflytande för att stödja politiker och därmed påverka stadens styrelse. Under den årliga festivalen Mindre Panathenaea deltog båda könen gemensamt i ritualerna, och döttrar ur Atens aristokratiska familjer utsågs till kanephoroi, hedersuppgiften att bära de heliga korgarna med offergåvor under processionen. Varje år vävde särskilt utsedda kvinnor en ny peplos till Athenas staty.
Brauronia var en rit tillägnad Artemis som firade kvinnans övergång från barn till vuxen, och under Arrhephoria började en ung flicka tjäna Athena, för att avsluta sin tjänstgöring med en rit till Afrodite för att markera sin övergång till sexuell mognad. Under Thesmoforia, en festival som hölls till ära för Demeter, deltog enbart gifta kvinnor, och det fanns även flera mindre festivaler tillägnad just Demeter, som var den gudinna som firades oftast av kvinnor. Kvinnor intog även flera viktiga ämbeten under de berömda Eleusinska mysterierna, där de deltog både som präster och utövare jämlikt med män. 
I den vardagliga religionsutövningen spelade kvinnor en aktiv roll vid de riter som omgav bröllop, barnsbörd och begravningar. Före sitt giftermål utförde en brud övergångsritualer till ära för Artemis, Gaia och Uranus, erinyerna och moirerna och sina förfäder samt under sitt bröllop till nymferna. Deras deltagande i begravningsritualer begränsades av Solon till endast kusiner eller närmare släktingar, men de hade ansvaret att sköta om släktingars gravar efter begravningen och utöva de sedvanliga offerritualerna.
Frågan om huruvida kvinnor fick besöka teaterföreställningar är omdebatterad, och motsägelsefulla uppgifter finns. Frågan har gällt huruvida teatern betraktades som en religiös byggnad (vilket innebär att kvinnor borde fått tillgång till den) eller en icke religiös offentlig byggnad (vilket innebär att kvinnor borde ha uteslutits). Inga uttryckliga förbud mot kvinnor att besöka teatern har återfunnits, och vissa antika författare nämner att vissa dramer var skrivna för just kvinnor. Det är troligt att de fick besöka teatern enbart vid de tillfällen när pjäserna ingick i religiösa högtider. Teatern spelade en roll i vissa religiösa högtider, så som under Dionysia, festivalen till Dionysos ära, där kvinnor omvittnad spelade en stor roll.

### Yrkesliv

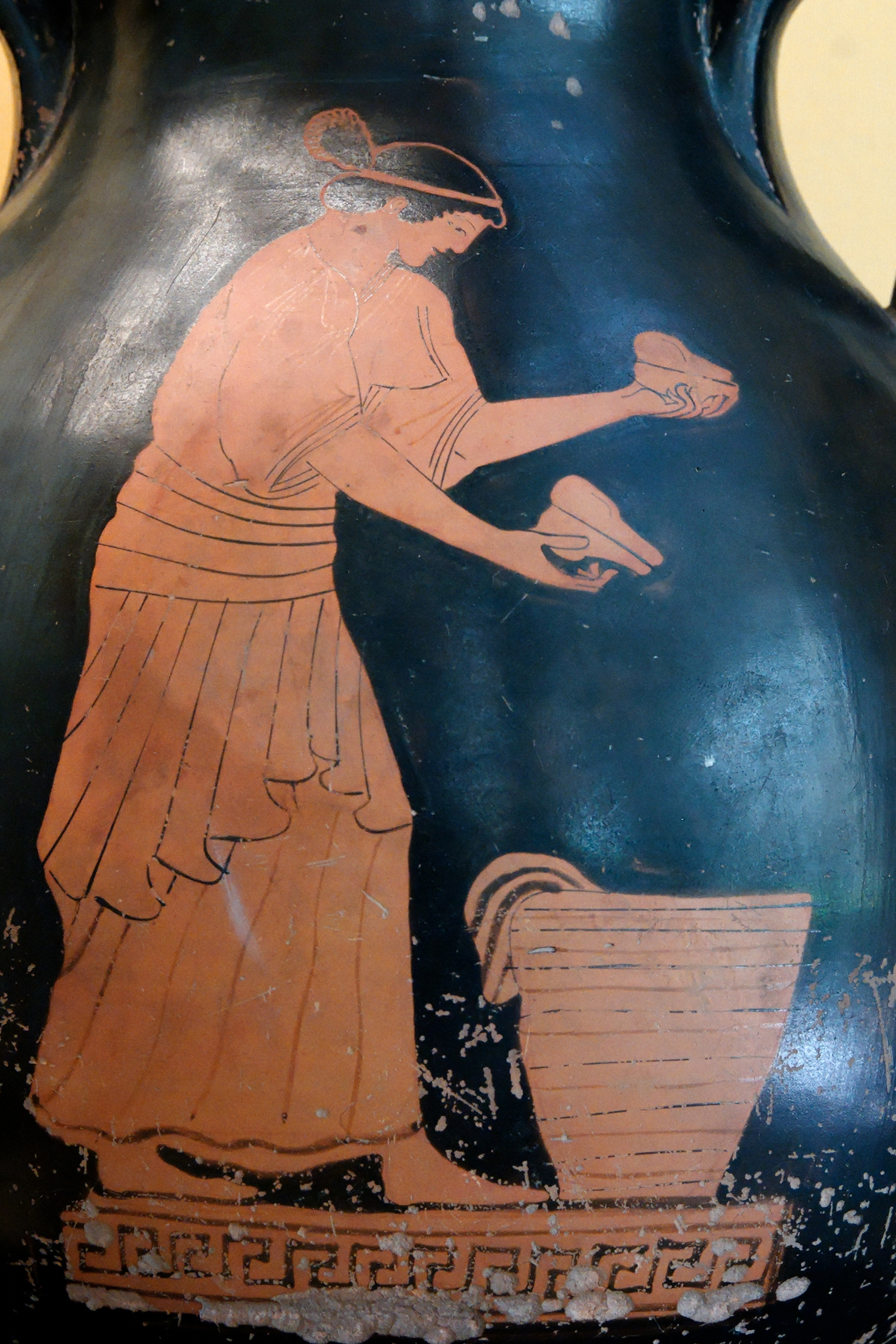
En kvinnlig gatuförsäljare.

Enligt det officiella idealet skulle en kvinna leva utanför offentligheten förutom i religiösa sammanhang. Det var dock inte ekonomiskt möjligt för alla kvinnor att följa det idealet. 
De var vanligast att slavkvinnor arbetade i Aten. Man föddes sällan in i slaveri, eftersom slavkvinnor normalt sett inte tilläts föda barn. Istället bestod slavarna av personer som antingen hade lagts ut för att dö som spädbarn men plockats upp av en slavhandlare, eller också av utlänningar som tillfångatagits i slavräder eller som krigsfångar. Kvinnliga slavar i Aten arbetade i privata hushåll och utförde sysslor som gjorde det möjligt för en medborgarhustru att inte lämna hemmet, så som att göra inköp vid marknaden eller hämta vatten; de arbetade också i verkstäder som allt från krukmakare eller textilarbetare, eller också på bordell, där personalen som regel bestod av slavar. 
Vanliga yrken för en frigiven kvinna eller en frifödd kvinna som måste försörja sig själv var den som barnmorska, sjukvårdare, amma, klok gumma och tvätterska; att spinna och väva för pengar, och att tillverka och sälja mat, kläder och girlanger (som användes i liturgin).  Idealet om könssegregering gjorde att det fanns goda förutsättningar för inte enbart kvinnliga barnmorskor (maiai), utan också kvinnliga läkare (iatrinai) och kombinerade läkare-barnmorskor (iatromaiai), även om den legendariska Agnodice troligen inte var en historisk person. 
Atens lag förbjöd kvinnor att hantera pengar över ett visst belopp utan manlig förmyndares tillstånd, men det tillåtna beloppet var fullt tillräckligt för att vara verksam som grönsaksförsäljare eller annan månglare, och det var omvittnat vanligt för kvinnor ur arbetarklassen att driva småskalig handel på marknaden.  Däremot var det ovanligt för kvinnor att bedriva större affärsverksamheter i Aten. Förmögna atenska kvinnor hade på grund av förmyndarskapslagen inte möjlighet att sköta sina förmögenheter själva. Dock kunde utländska kvinnor bosatta i Aten, metoiker, ägna sig åt större affärsverksamhet, då de inte befann sig under förmynderskap och heller inte hade samma förväntningar på sig att leva i isolering från män. Det faktum att affärsverksamhet och hantverk ofta bedrevs från hemmet, oikos, innebar att atenska kvinnor i praktiken om än inte till namnet kunde vara djupt involverade och ibland rentav dominerande i en familjeverksamhet, även om maken var dess ansikte utåt: Lysias nämner till exempel den förmögna parfymören Hermaios, som var affärsman endast fram till att hans hustru skaffade sig en ny make, vilket innebar att hennes make sedan blev parfymör eftersom det hade varit Hermaios hustru som i praktiken hela tiden hade skött verksamheten, och han därför inte kunde fortsätta med den efter skilsmässan. 
Prostitution var vanligt i Aten, och det fanns både manliga och kvinnliga prostituerade.  Vanliga prostituerade, pornai, var ofta slavar. Hetärerna hade en särställning både från övriga prostituerade och kvinnor i stort i det klassiska Aten. De var ofta före detta slavar som frigetts och sedan blivit sin egen förmyndare (kyria) med rätten att själva hantera sina pengar, som kunde uppgå till förmögenheter.  Isoleringen av aristokratins kvinnor från att delta i sällskapslivet och umgås med män skapade ett socialt tomrum som hetärer kunde fylla, då de umgicks med aristokratins män på deras fester, och för att vara ett underhållande sällskap vid sådana tillfällen kunde de få en hög bildning, något som även det skilde dem från en genomsnittlig aristokratisk atenska. Många av det antika Atens berömda kvinnor var just hetärer eftersom det var de som kunde leva ett offentligt liv, så som Fryne eller Neaira. Det klassiska Atens mest berömda kvinna, Aspasia, levde ett så fritt liv att hon av sin samtid jämställdes med en hetär, men det är oklart om hon var hetär eller helt enkelt en metoiker, eller båda.

## Kontext och jämförelser
Kvinnors situation i det klassiska Aten har traditionellt ansetts vara representativt för kvinnors situation i hela det klassiska Grekland med undantag för Sparta.  Denna uppfattning anses dock problematisk, eftersom uppgifter saknas för det övriga Grekland från denna epok med undantag för Sparta och i viss mån Gortyn, och informationen därför är kraftigt obalanserad. Dessutom finns det betydligt mer information från det övriga Grekland från hellenistisk tid (300–30 f.Kr.), som utmanar denna bild. 

### Sparta och Gortyn
Sparta och Gortyn är de enda platser utöver Aten där en större kunskap om kvinnors situation är bevarad. 
I Sparta tycks döttrar ha överlämnats direkt till sina mödrar efter födseln och inte varit föremål för faderns beslut om huruvida barnet skulle accepteras eller sättas ut att dö, som i Aten.  Döttrar uppfostrades av sina föräldrar i hemmet, medan söner överlämnades att leva i militärkaserner och uppfostras till och tjänstgöra som soldater fram till trettio års ålder.  Flickor i Sparta tycks ha fått skolutbildning i liknande ämnen som pojkar.  Det nämns att de kunde läsa och skriva, och att de likt pojkar lärde sig poesi, musik, dans och ridning: de genomgick under sin uppväxt en idrottsträning eftersom en stark hälsa och fysik ansågs stärka deras fruktsamhet, och att döma av samtida spartanska avbildningar idrottade de nakna precis som pojkar.  En spartansk kvinna levde inte åtskild från umgänge med män, klädde sig i korta peplos som visade benen upp till knäna och gav större rörelsefrihet, och omtalas som de enda grekiska kvinnor som drack vin vid andra tillfällen än under religiösa högtider.  
En spartansk kvinna gifte sig vid arton års ålder med en jämnårig man.  Det är omdebatterat om deras äktenskap arrangerades, men det skedde i vilket fall genom att kvinnan rituellt lät sig bortföras av den i förväg utsedde brudgummen. Monogami var idealet för ett äktenskap även för mannens del, och det fanns inga hetärer eller prostituerade i Sparta.  Däremot förekom sex utanför äktenskapet av strikt reproduktiva skäl.  Det finns teorier om att en man kunde gifta sig med ytterligare en hustru på villkor att hans första hustru var steril, och på samma sätt var det omvittnat socialt accepterat för en hustru att ha samlag med en annan man än sin make, under förutsättning att det skedde för att optimera möjligheten att producera hälsosam avkomma och utöva sin samhälleliga reproduktionsplikt.  Ett sådant tillfälle var när maken var en äldre man, och en yngre man förutsattes kunna producera en hälsosammare avkomma med hustrun.  I Aten ansågs detta skandalöst och tolkades som att de spartanska männen ibland lånade ut sina hustrur för att föda barn åt andra män.
En gift kvinna i Sparta stod inte under sin makes förmynderskap.  Hon kunde både ärva och förfoga över egendom, och eftersom maken levde i soldatkasern till trettio års ålder (och endast besökte sin hustru i hemlighet vissa nätter), var det hustruns uppgift att sköta hushållets och familjens affärer och ekonomi.  Eftersom allt hushållsarbete sköttes av den ärftliga slavbefolkningen, heloterna, ansågs hushållsarbete inte vara en specifikt kvinnlig dygd, och fria spartanska hustrur av alla samhällsklasser var därmed fria att ägna sig åt affärsverksamhet och delta i samhällslivet.  I religiöst avseende ägnade kvinnor i Sparta stor uppmärksamhet åt kulterna av Artemis, Sköna Helena och Eileithyia.
Kvinnors situation i Sparta har traditionellt ansetts vara ett undantag från regeln medan Aten har setts som det normala för övriga Grekland, men deras situation i den enda övriga stad där information finns, Gortyn, påminde betydligt mer om situation i Sparta än i Aten. I Gortyn liksom i Sparta levde män länge i militärkaserner, och deras hustrur fick därför ansvaret att sköta familjens ekonomi. Gortyns kvinnor stod inte under förmynderskap utan kunde fritt ärva och förfoga egendom och ägna sig åt affärsverksamhet utan någon makes eller förmyndares inblandning, och behöll sin egendom vid skilsmässa.

### Kvinnor i det hellenistiska Grekland
Under hellenistisk tid (300 f.Kr.–30 f.Kr.) finns betydligt mer information om kvinnors situation i det övriga Grekland (utöver Aten, Sparta och Gortyn) som motsäger den traditionella föreställningen att kvinnors situation i Aten var regel även för övriga Grekland. 
Under den hellenistiska epoken finns flera exempel på kvinnor som deltog i offentliga tävlingar i musik, sång, poesi och idrotter, och deras vinster firades i offentliga minnesmärken och inskriptioner, som för Hedea från Tralles, något som stod i klar motsättning till det klassiska Atens ideal om att det var skamligt för alla kvinnor utom prästinnor att göra sig ett namn offentligt. Flera exempel från den grekiska världen är kända på kvinnor som deltog i akademier och lärosäten och som gjorde sig berömda som forskare som Aglaonike, filosofer som Leontion, diktare som Anyte och konstnärer som Anaxandra. Det fanns även exempel på kvinnor som valdes till politiska ämbeten, som Phile, borgmästare i Priene. Detta stod i kontrast till Atens ideal om åtskillnad mellan könen: samtida litteratur nämner också hur kvinnor hade rörelsefrihet och kunde besöka teatern ensamma och hade möjlighet att umgås med män utanför familjen.
Att döma av bevarade juridiska dokument från den grekiska världen under denna epok, var det vanligt att äktenskapskontrakt slöts mellan brud och brudgum snarare än mellan brudens förmyndare och brudgummen, och att affärskvinnor som Apollonia Senmothis kunde sluta lagliga affärskontrakt utan att någon manlig förmyndare behövde vara inblandad eller enbart var det som en ren formsak, något som var i stark kontrast till förmyndarskapslagarna i Aten.
Det är bekräftat att kvinnor i det övriga Grekland levde ett friare liv under den hellenistiska epoken än i de gjorde i det klassiska Aten, men det är oklart om det beror på att deras liv undergick en förändring under den hellenistiska epoken, eller om de redan under den klassiska tiden hade varit friare än i Aten.  Det finns antydningar om att kvinnor utanför Aten inte var lika ofria under den klassiska epoken – i Korinth kunde överklasskvinnor av allt att döma röra sig fritt på stadens gator och möta män utanför familjen – men informationen är för bristfällig för att se det som bekräftat. Däremot är det känt att kvinnors liv i Aten inte förändrades märkbart under den hellenistiska tiden, och att kvinnor under den tiden var betydligt mer ofria i Aten än de var i det övriga antika Grekland.